# Dunkerton (Somerset)
Pour les articles homonymes, voir Dunkerton (homonymie).
Dunkerton est une paroisse civile et un village du Somerset, en Angleterre.